# Lepidochrysops fumosa
Lepidochrysops fumosa är en fjärilsart som beskrevs av Butler 1885. Lepidochrysops fumosa ingår i släktet Lepidochrysops och familjen juvelvingar. Inga underarter finns listade i Catalogue of Life.